# Marin Dinu
Marin Dinu (n. 6 mai 1950 – d. 24 octombrie 2023) a fost un senator român în legislatura 2000-2004 ales în județul Dâmbovița pe listele partidului PSD. În cadrul activității sale parlamentare, Marin Dinu a fost membru în grupurile parlamentare de prietenie cu Republica Federativă a Brazilei, Republica Orientală a Uruguayului și Malaezia. Marin Dinu a înregistrat 254 de luări de cuvânt în 22 de ședințe parlamentare. Marin Dinu a inițiat 12 propuneri legislative din care 10 au fost promulgate legi. Din 1999, Dinu Marin este profesor universitar la Academia de Studii Economice din București.
Conform biografiei sale oficiale, în perioada 1980 - 1985, Marin Dina a fost redactor șef adjunct al ziarului Scânteia Tineretului. Din 2001, Dinu Marin este conducător de doctorat în domeniul de doctorat Economie. 

## Publicații
- Economia de dicționar. Exerciții de îndemânare epistemică, Editura Economică, 2010 [3]